# Fraude científico

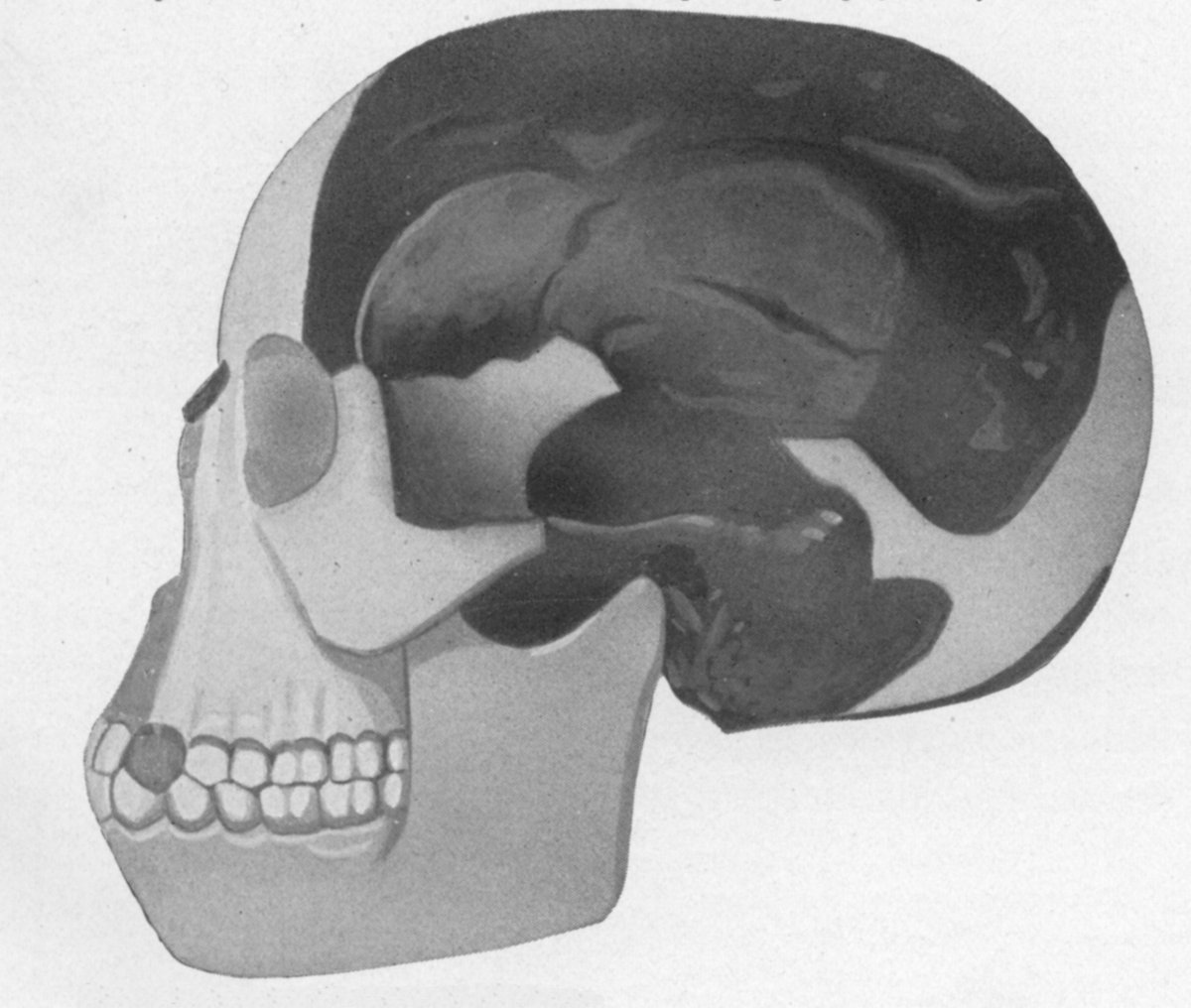
Reconstrucción del cráneo que supuestamente perteneció al Hombre de Piltdown, un caso prolongado de mala conducta científica.

El fraude científico es la violación de los códigos estandarizados de la conducta escolar y comportamiento ético en investigaciones científicas profesionales. Una revisión por la revista médica The Lancet en "Handling of Scientific Misconduct in Scandinavian countries" (Manejo de la mala conducta científica en países escandinavos):
- Definición danesa: "Intención o negligencia crasa que lleva a la fabricación de un mensaje científico o una falsa acreditación o énfasis dado a un científico."
- Definición sueca: "Distorsión intencional del proceso de investigación al forjar información, texto, hipótesis o métodos del manuscrito o publicación de investigación de otro investigador; o distorsión del proceso de investigación en otras formas."

Las consecuencias de la mala conducta científica pueden ser serias a nivel personal tanto para los perpetradores y cualquier individuo que la expone. 

## Motivaciones para llevar una mala conducta científica
De acuerdo a David Goodstein de Caltech, hay motivadores para cometer tales actos, los cuales se pueden resumir brevemente como:
Presión de la carrera
La ciencia es una disciplina fuertemente atada a la carrera. Científicos dependen de una buena reputación para seguir recibiendo apoyo y fondos, y una buena reputación dependen grandemente de la publicación de papeles científicos de gran perfil. Por tanto, es fuertemente imperativo el "publicar o perecer". Claramente, esto puede motivar a científicos desesperados o sedientos de fama a forjar resultados.
Facilidad de fabricación
En muchos campos científicos, el resultado frecuentemente se dificulta en su capacidad de ser reproducible, siendo oscurecido por ruidos, artefactos y otros datos irrelevantes. Eso significa que aun cuando un científico falsifica la información, puede esperar salirse con la suya – o al menos fingir inocencia si sus resultados entran en conflicto con el de otros de su mismo campo. No existe "policía científica" que este entrenada para combatir crímenes científicos; todas las investigaciones son hechas por expertos en la ciencia, pero a lo mucho aficionados en combatir criminales.